# Daning Shuiku
Daning Shuiku (kinesiska: 大宁水库) är en reservoar i Kina. Den ligger i storstadsområdet Peking, i den norra delen av landet, omkring 20 kilometer sydväst om stadskärnan. Trakten runt Daning Shuiku består till största delen av jordbruksmark.
Genomsnittlig årsnederbörd är 694 millimeter. Den regnigaste månaden är juli, med i genomsnitt 226 mm nederbörd, och den torraste är januari, med 2 mm nederbörd.